# Adèle Romany

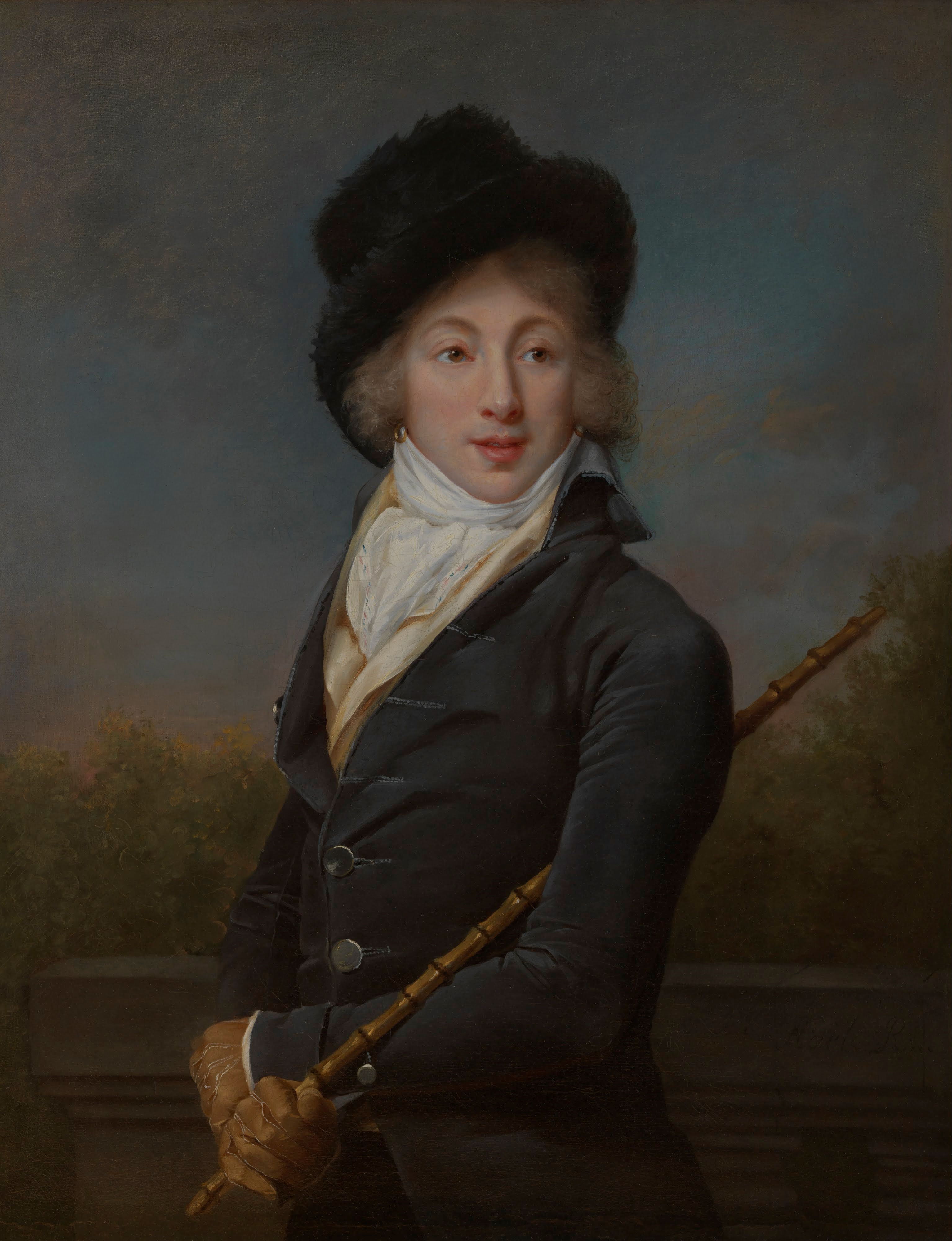
Auguste Vestris por Romany

Adèle Romany ou Marie Jeanne Romanée (Paris, 7 de dezembro de 1769 - Paris, 6 de junho de 1846) foi uma pintora francesa, mais conhecida por seus retratos.

## Biografia
Adèle Romany era filha do Marquês de Romance, capitão da guarda, com Jeanne-Marie Mercier, uma mulher casada de maneira que ela só adotou o nome do pai quando foi legitimada por ele aos nove anos de idade. Já adulta, ela substituiu seu primeiro para Adele e foi com este novo nome que prosseguiu a sua carreira de artista. Ela seguiu sua formação na oficina para mulheres dirigida pela esposa do pintor e professor Jean-Baptiste Regnault.
A carreira de Adèle faz parte de um contexto entre 1780 e 1830, quando as mulheres artistas ganharam uma visibilidade sem precedentes na França graças às transformações geradas pela Revolução Francesa. As condições da prática artística das pintoras da época, o seu acesso à formação, a sua inserção no meio profissional graças a socialização e a recepção crítica e pública da presença das mulheres nos Salões, marcaram esse período na história da arte do páis da Revolução à Restauração francesa. Adèle está assim inserida no mesmo contexto artístico de mulheres como  Élisabeth Vigée Le Brun, Adélaïde Labille-Guiard, Marguerite Gérard e Marie-Guillemine Benoist. 
Adele exibiu mais de oitenta obras entre 1793 e 1833 no Salon de Paris. Ficou conhecida pelos retratos de artistas que gostava de representar com fantasias de seus personagens favoritos. Entre seus modelos mais famosos estão a dançarina Marie-Auguste Vestris, o ator Fleury e a atriz Emilie Leverd. A redescoberta destes seis retratos permite acompanhar a evolução artística de Adèle Romany ao longo de mais de trinta anos, desde as suas primeiras obras, profundamente marcadas pela forma precisa e firme de Jean-Baptiste Regnault, até às suas obras maduras onde sua técnica se suavizou e onde percebemos uma sensibilidade no estilo Pré-Romântico. Adèle Romany também era reconhecida por seu talento como colorista, bem como seu virtuosismo na renderização de diferentes tecidos.
Em 1790, ela se casou com o pintor em miniatura François Antoine Romany. Ela exibiu seus trabalhos de 1793 a 1808 sob o nome Romany no Salão de Paris, mas de 1808 a 1833 sob o nome Romanée . Ela pintou um auto-retrato junto com o resto de sua família, chamado Retrato da Família do Artista, em frente ao Château de Juilly. Foi vendido na Christie's Paris em 26 de junho de 2008. 

A obra de Adèle Romany foi a leilão diversas vezes, estimada em valores entre 632 a 37.500 dólares, dependendo do tamanho e da mídia da obra de arte. Desde 2000, o preço recorde para o seu trabalho em leilão foi de 37.500 dólares por Retrato de uma senhora, com três quartos de comprimento, em um pianoforte segurando um manuscrito, vendido na Christie's Nova Iorque em 2014. 

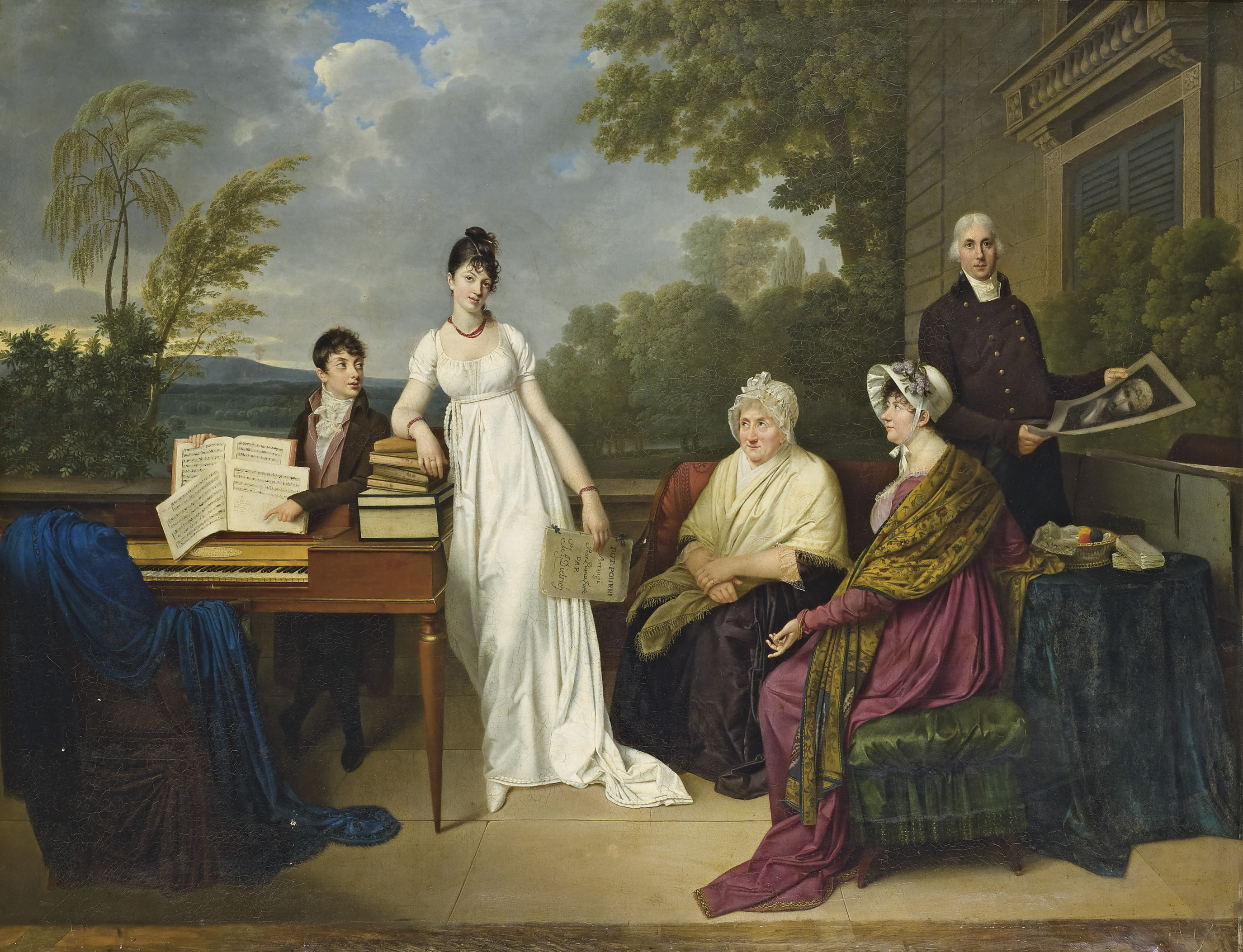
A young person hesitating to play the piano in front of her family, por Adele Romany
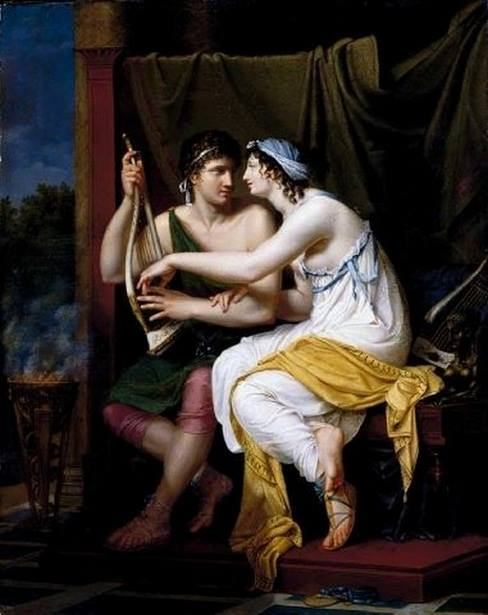
Young Lovers Playing the Lyre, por Adele Romany
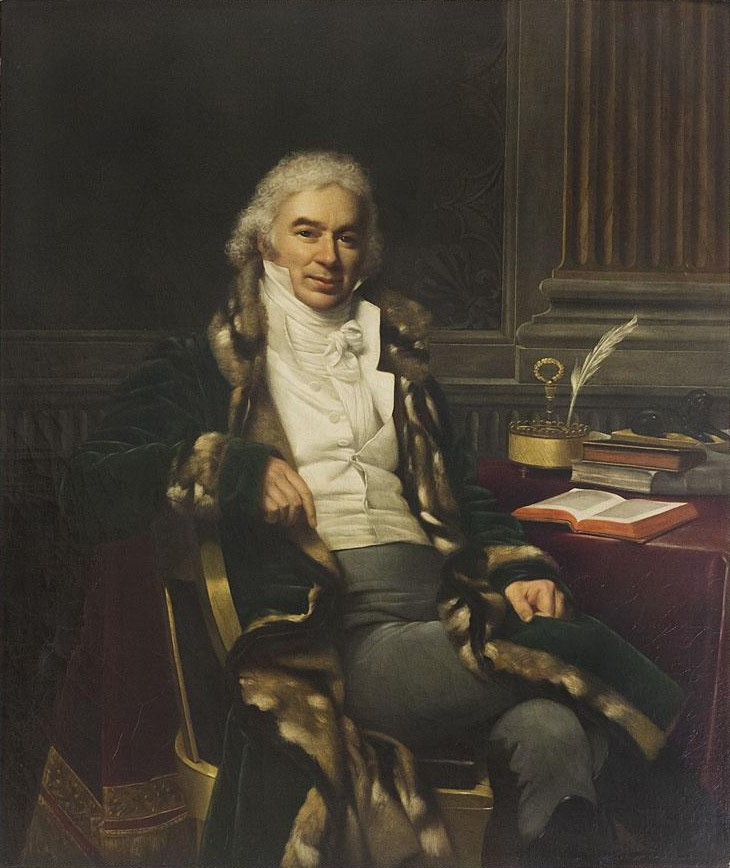
Retrato de Fleury, 1818
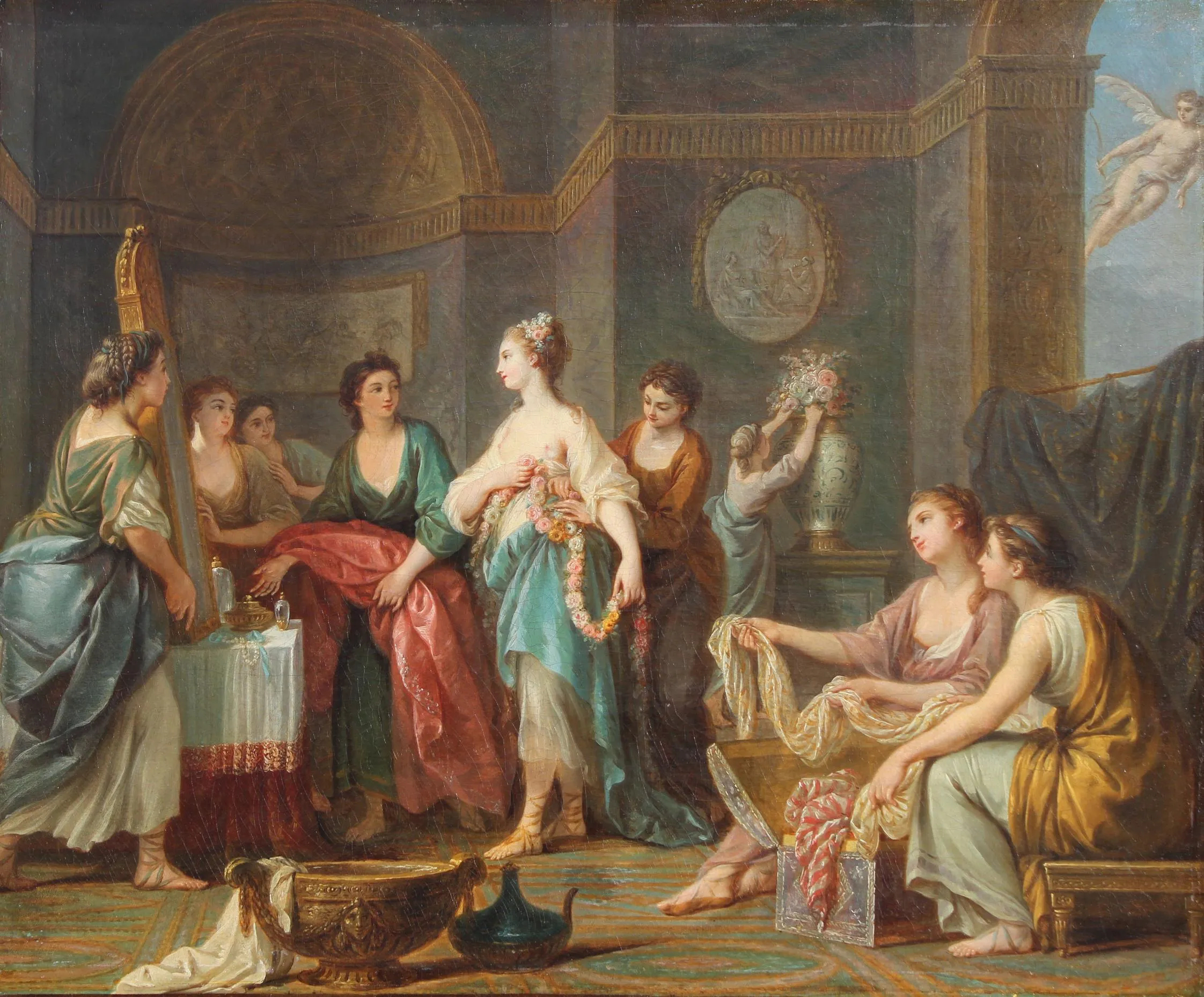
La Toilette - atribuído a Adèle Romany
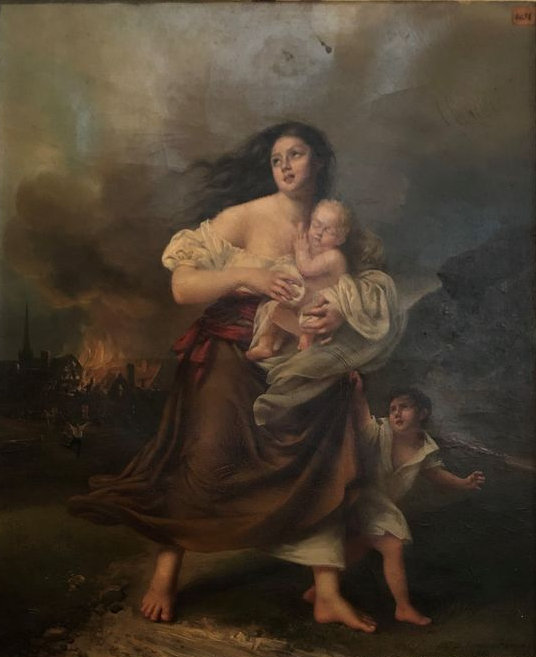
Adele Romany - La fuite de l’incendie du village, 1833
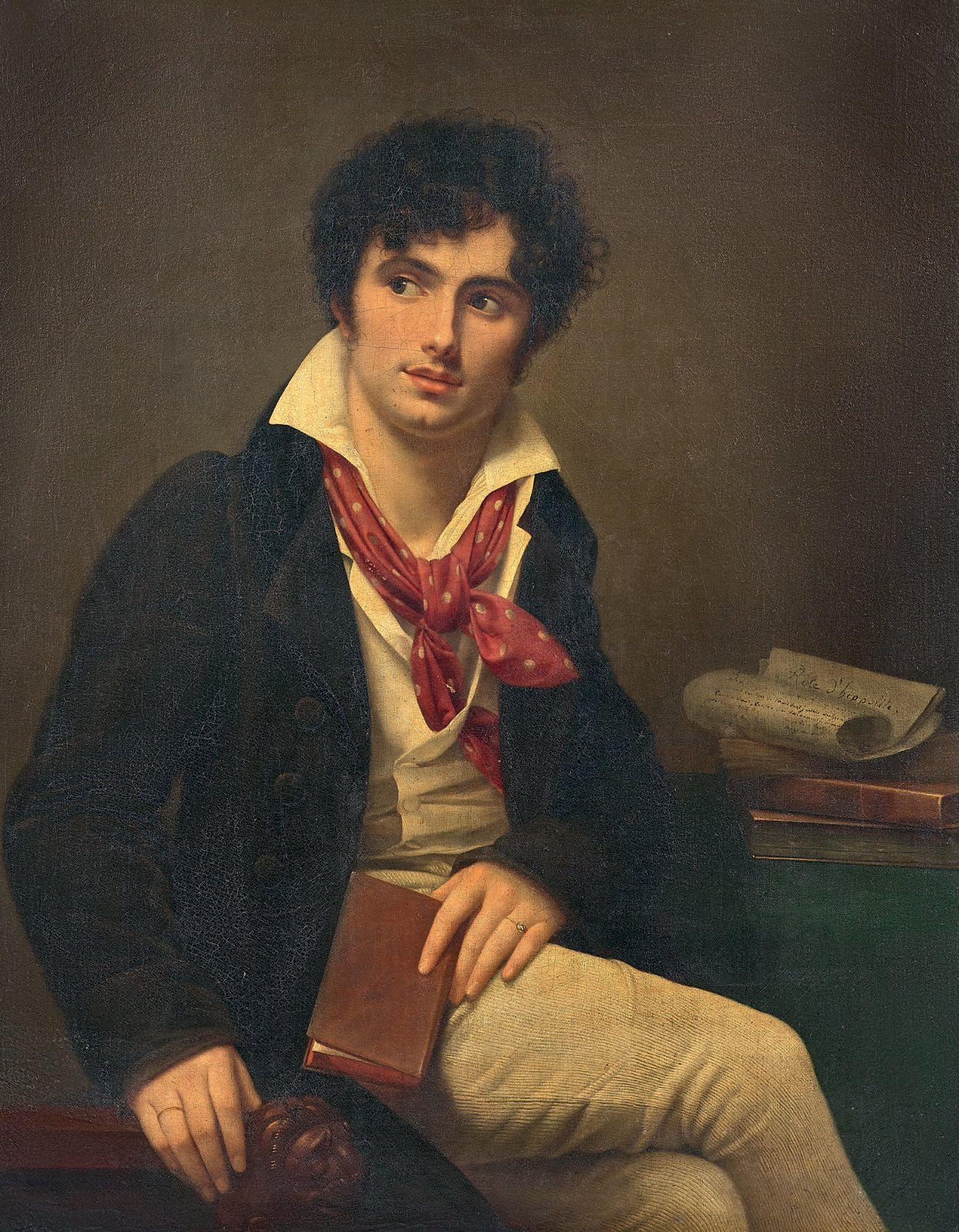
Retrato de Pierre-Marie-Nicolas Michelot, por Adele Romany